# Cyornis omissus
Il pigliamosche blu di Sulawesi (Cyornis omissus (Hartert, 1896)) è un uccello della famiglia Muscicapidae, endemico dell'isola di Sulawesi (Indonesia).